# Campidano

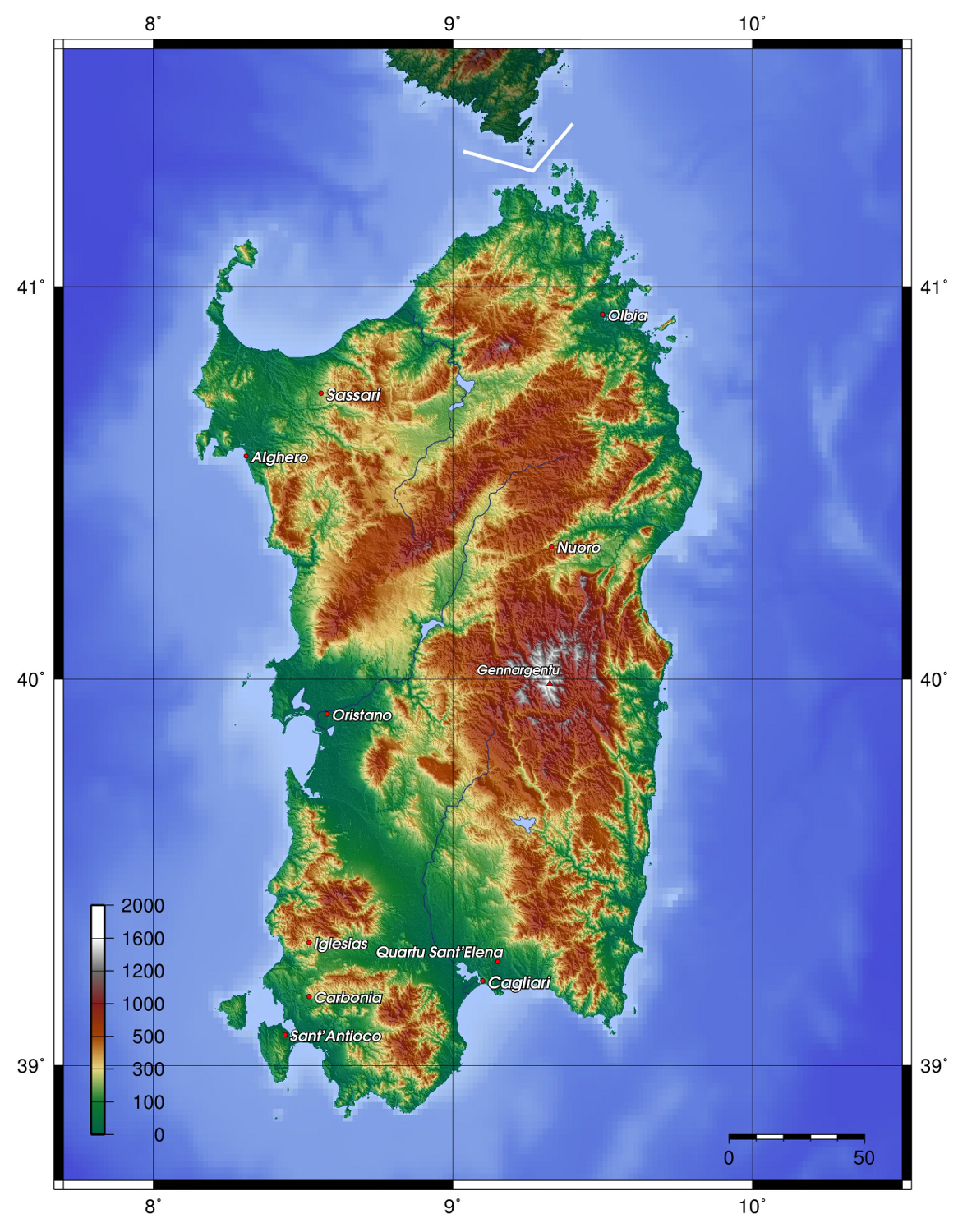
Mapa topográfico de la isla de Cerdeña.

El Campidano (en sardo Campidànu) es la llanura más extensa de la isla de Cerdeña, Italia. Está situada en el suroeste de la misma, y engloba un perímetro de 100 kilómetros aproximadamente.
En el Campidano se habla un dialecto del sardo, el sardo campidanés.

## Geografía

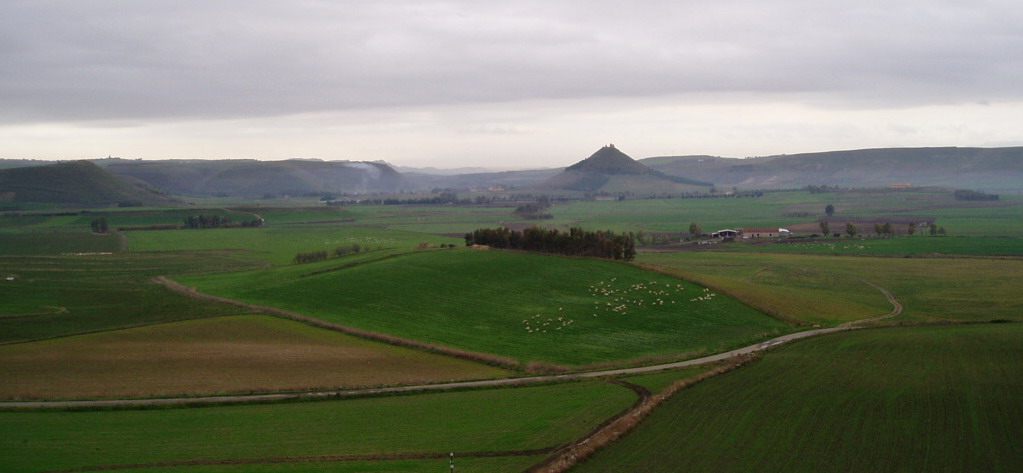
La llanura del Campidano, en el municipio de Las Plassas.

La llanura de sur a norte atraviesa la ciudad metropolitana de Cagliari y las provincias de Cerdeña del Sur y Oristán. La ciudad de Cagliari, la más habitada de la isla, se encuentra en la región meridional de la llanura, junto a la costa.
Los arrozales abundan en la región septentrional de la llanura, en torno a la ciudad de Oristán. Es en esta zona donde tiene lugar la desembocadura del río Tirso, el más largo de toda la isla. Otros cultivos típicos de la zona son las alcachofas y el trigo.

## Geología
Desde el punto de vista geológico se trata de una fosa tectónica en un sistema de fallas, rodeada por macizos tectónicos. Esta depresión de la corteza terrestre tiene su origen entre hace 2 y 4 millones de años, entre el Plioceno Medio e inicios del Pleistoceno, y está asociada a eventos eruptivos. Posteriormente, la fosa sufrió fenómenos de sedimentación aluvial que provocaron la formación de un delta fluvial de unos 600 metros de espesor.

## Historia
Ya desde tiempos de los fenicios y romanos en la llanura se cultivaba trigo y vid de forma intensiva.
Los romanos trajeron la malaria a la llanura, transmitida por el mosquito Anopheles, enfermedad que produjo durante dos milenios una merma importante en la población del territorio. A partir del siglo XX el territorio comenzó a recuperarse, y actualmente goza de buena salud y habitabilidad.